# Steirerkreuz
Steirerkreuz ist ein österreichischer Fernsehfilm aus der Landkrimi-Filmreihe von Wolfgang Murnberger und der dritte Teil aus der Steiermark. Der Film wurde am 3. Dezember 2019 im ORF erstmals ausgestrahlt und am 12. Dezember 2019 in der ARD. Der Film ist die Fortsetzung von Steirerblut (2014) und Steirerkind (2018), die Handlung basiert auf dem vierten Roman von Claudia Rossbacher. Die Reihe wurde u. a. mit Steirerwut (2020) und Steirertod (2021) und Steirerrausch (2021) fortgesetzt.

## Handlung
In ihrem dritten Fall werden Sandra Mohr und ihr Vorgesetzter Sascha Bergmann vom LKA Graz nach Veitsch gerufen, wo Walter Fürst von seinem Sohn Clemens im Bett erwürgt aufgefunden worden ist. Am Tatort findet sich ein Haar und damit die DNA einer weiteren unbekannten Person. Unterstützung bei ihren Ermittlungen erhalten Mohr und Bergmann von Postenkommandanten Ferdinand „Ferdl“ Franz.
Das Opfer ist Mitglied einer reichen Familie, Eigentümerin einer großen Holzverarbeitungsfirma. Familienoberhaupt ist Pauline Fürst. Sie und ihr zweiter Sohn Hermann verdächtigen Veit Schindler, Walter ermordet zu haben. Schindler war Angestellter der Familie Fürst und Leiter des Sägewerks und kurz zuvor aus dem Gefängnis entlassen worden. Er war wegen Vergewaltigung von Hermanns Ehefrau Magdalena verurteilt worden. Walter war damals Kronzeuge, Schindler wurde aufgrund von dessen Aussage verurteilt, obwohl er stets seine Unschuld beteuert hatte.
Anna Fürst, Hermanns und Magdalenas Tochter, wurde mit ihrem 18. Geburtstag Gesellschafterin des Unternehmens, Walter Fürst wollte dasselbe für seinen Sohn Clemens. Walters Mutter Pauline war allerdings dagegen. Nach ihrer Meinung hat er nicht das Zeug dazu, die Firma zu leiten. Clemens erzählt den Ermittlern außerdem von der Homosexualität seines Vaters.
Veit Schindler trifft sich mit Anna auf dem von der Familie Fürst gestifteten Aussichtsturm in Form eines Holzkreuzes. Schindler erzählt ihr seine Sicht der damaligen Ereignisse, von seiner Affäre mit ihrer Mutter Magdalena, deren Schwangerschaft von ihm und ihrer späteren Falschaussage gegen ihn. Seine Affäre mit Magdalena möchte er mittels einer handschriftlichen Nachricht von Magdalena beweisen.
Bald darauf wird Veit Schindler schwer verletzt in seiner Hütte aufgefunden, er erliegt seinen Verletzungen. Schindler wurde mit einer abgesägten Schrotflinte getötet. Die Ermittlungen ergeben, dass Schindler und Walter Fürst in der Mordnacht zur selben Zeit im Nachtlokal Paradies waren, Schindler beteuerte jedoch kurz vor seinem Tod, er habe Fürst nicht getötet.
Mohr schickt Daniel Bergmann in den Club Paradies, um die DNA von der Prostituierten Amanda zu organisieren, die sich als männlich herausstellt. Ein DNA-Abgleich ergibt, dass die DNA aus Walter Fürsts Zimmer identisch mit der von Amanda ist. Amanda gesteht, Walter im Zuge von sexuellen Handlungen unbeabsichtigt erwürgt zu haben.
Die Familie Fürst sagt aus, sie seien zum Zeitpunkt des Mordes an Veit Schindler gemeinsam bei einem Essen gewesen. Der Gärtner der Familie Fürst, Zlatko Holzer, hat hingegen kein Alibi. Er wurde beim Verstecken der Tatwaffe beobachtet und wird wegen Mordes an Schindler festgenommen, nachdem die Schuhabdrücke vom Tatort mit seinen übereinstimmen. Mohr verdächtigt Pauline Fürst, Zlatko Holzer zur Tat angestiftet zu haben. Holzer gesteht, von Pauline Fürst Geld für den Mord an Schindler erhalten zu haben, allerdings nur einen Teil der vor der Tat vereinbarten Summe.
Magdalena Fürst gesteht ihrer Tochter Anna schlussendlich ihr Verhältnis mit Schindler, dass sie von ihm schwanger war und er auch ihr Vater ist, nachdem Hermann Fürst zeugungsunfähig war.

## Produktion

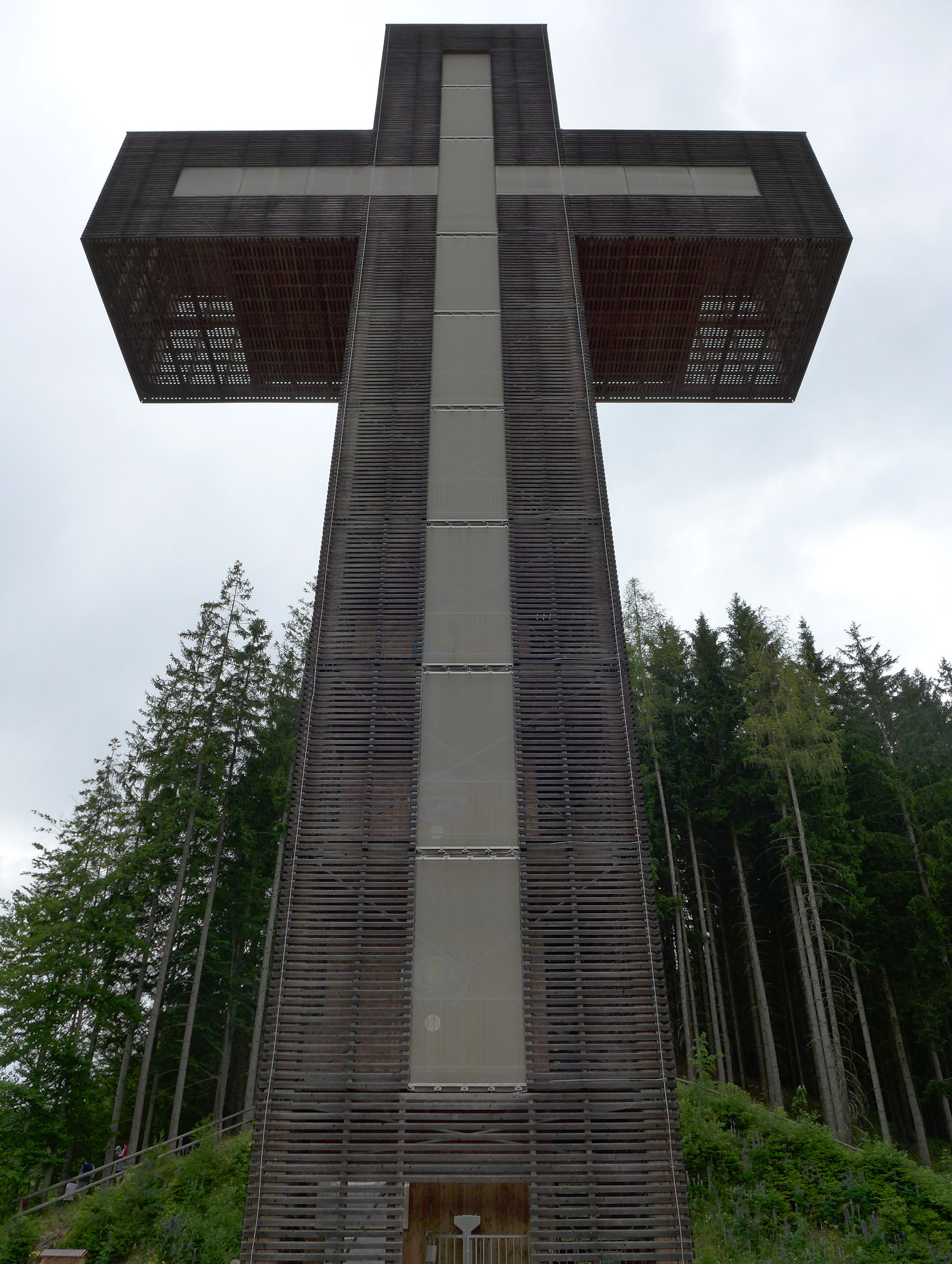
Einer der Drehorte: das Pilgerkreuz am Veitscher Ölberg

Die Dreharbeiten fanden vom 16. Oktober bis zum 13. November 2018 statt, gedreht wurde in der Steiermark. Drehorte waren unter anderem Neuberg an der Mürz, Veitsch (St. Barbara im Mürztal) und Mariazell. Produziert wurde der Film von der Allegro Film, beteiligt waren der Österreichische Rundfunk und die ARD (Degeto Film), unterstützt wurde die Produktion vom Fernsehfonds Austria und Cinestyria Filmcommission and Funds. Für das Kostümbild zeichnete Martina List verantwortlich, für die Ausstattung Maria Gruber, für den Ton Heinz Ebner und für das Maskenbild Helene Lang und Michaela Sommer.

## Rezeption

### Kritiken
Hans Czerny befand im Weser Kurier, dass Wolfgang Murnberger in diesem Film, wie schon in den Vorläufern Steirerblut und Steirerkind, ein Bad in den Klischees des Heimatkrimis nehme und sich ansonsten ganz auf sein von Miriam Stein und Hary Prinz gespieltes sympathisches Polizistenpärchen verlasse. Der Humor gehe allerdings allzu häufig unter die Gürtellinie, die Verbalerotik zwischen den Kommissaren funktioniere nicht immer und ufere mitunter in Stammtischscherzen aus.
Karin Schütze schrieb in den Oberösterreichischen Nachrichten, dass der Landkrimi den MeToo-Spieß umdrehe. Murnberger setze in seiner Romanverfilmung die Pointen zielsicher und treffe dabei gerne auch ins etwas Derbe – oder wahrhaftig Menschliche.
Wolfgang Platzeck bezeichnete den Film in der Westdeutschen Allgemeinen Zeitung als „spannend, sexy – und oft auch bitterböse“. Die Ermittler steckten „in einer kleinen Welt fest, die einerseits von einer archaischen Gottesfürchtigkeit geprägt ist, in der andererseits Erzkatholizismus und Bigotterie Hand in Hand gehen.“
Tilmann P. Gangloff bezeichnete die Geschichte auf evangelisch.de als ein als Krimi verpacktes Drama, das neben der Atmosphäre nicht zuletzt von den Darstellern und ihren Dialogen lebe, die für viele heitere Momente sorgten. Gemessen an Murnbergers Ruf sei die Inszenierung allerdings vergleichsweise überraschungsarm. Die Musik setze immer wieder ironische Kontrapunkte und nehme selbst einer Verfolgungsjagd durch den Wald die Spannung.

### Einschaltquote
Die Erstausstrahlung im ORF am 3. Dezember 2019 wurde von 768.000 Sehern verfolgt, der Marktanteil lag bei 27 Prozent bzw. bei 24 Prozent bei den 12- bis 49-Jährigen.
In Deutschland sahen den Film bei Erstausstrahlung 4,5 Millionen Personen, der Marktanteil betrug 15 Prozent.

## Fortsetzung
2020 erschien mit dem 4. Teil der Landkrimi-Reihe in der Steiermark die Fortsetzung Steirerwut.

## Trivia
Bei dem im Film vorgeblich von der Familie Fürst gesponserten, titelgebenden Kreuz handelt es sich in Wirklichkeit um das Pilgerkreuz am Veitscher Ölberg nahe dem Ort Veitsch in der Steiermark. Es ist mit einer Höhe von gut 40 Metern tatsächlich, wie im Film behauptet, das größte begehbare Holzkreuz der Welt.